# Dean Baker
Dean Baker (13 de julio de 1958) es un economista estadounidense. Es cofundador y codirector del Center for Economic and Policy Research.

## Datos biográficos
Baker se graduó en el Swarthmore College (B.A., 1981), la Universidad de Denver' (M.A., 1983), y la Universidad de Míchigan (Ph.D. en economía). 
Como estudiante graduado en la Universidad de Míchigan, Baker fue arrestado un par de veces por protestar contra la financiación del Congreso de los Estados Unidos a la Contra nicaragüense. En 1986, Baker derrotó a Donald Grimes en la primaria demócrata y se postuló sin éxito contra Carl Pursell en el segundo distrito parlamentario de Míchigan, su candidatura se opuso a la ayuda a los contras defendida por Pursell.
Baker se doctoró en 1988 con la tesis sobre microeconomía The logic of neo-classical consumption theory, dirigida por W. H. Locke Anderson. Ha publicado, junto con Mark Weisbrot, en la revista de economía evolutiva Journal of Economic Issuese el artículo The logic of contested exchange.
Baker fue contratado como economista senior en el Instituto de Política Económica (Economic Policy Institute) y como profesor ayudante (assistant profesor) de economía en la Universidad Bucknell. 
Ha sido consultor de la Comisión Económica Conjunta del Congreso de los Estados Unidos, del Banco Mundial y del Consejo Sindical Consultivo de la OCDE.
Baker es escritor habitual en los periódicos The Guardian (Reino Unido), Huffington Post, Truthout. Sus artículos son traducidos y publicados en español en diversos medios, entre ellos la revista Sin permiso. En su blog, Beat the Press, incluye comentarios sobre información económica. Sus análisis son reconocidos y aparecen en publicaciones como Atlantic Monthly, el Washington Post, el London Financial Times y el New York Daily News.

## Center for Economic and Policy Research - CEPR
Junto a Mark Weisbrot fundó en 1999 el Centro para la Investigación Económica y Política (Center for Economic and Policy Research - cepr) ubicado en Estados Unidos. El objetivo del CEPR es promover y difundir el debate democrático sobre temas económicos y sociales que afectan directamente la vida de las personas y son, por tanto, de interés para los ciudadanos para que puedan elegir las políticas económicas que conducen a una mejora de la calidad de vida, tanto para las personas de los Estados Unidos como del resto del mundo.
El consejo asesor del CEPR incluye a los premios Nobel Robert Solow y Joseph Stiglitz; a Janet Gornick, profesora de la Escuela de Graduados de CUNY y Directora del Estudio de Ingresos de Luxemburgo y a Richard B. Freeman, Profesor de Economía en la Universidad de Harvard.

## Publicaciones

### Libros de Dean Baker
Dean Baker ha publicado los siguientes libros:
- Baker, Dean; Mark Weisbrot (1999). Social Security: The Phony Crisis. University of Chicago Press. ISBN 978-0-226-03546-8. An excerpt from the book.
- Bernstein, Jared; Dean Baker (2003). The Benefits of Full Employment : When Markets Work for People. Economic Policy Institute. ISBN 978-1-932-06604-3.
- Baker, Dean (2006). The Conservative Nanny State: How the Wealthy Use the Government to Stay Rich and Get Richer. Lulu.com. ISBN 978-1-411-69395-1.
- Baker, Dean (2007). The United States Since 1980. Cambridge University Press. ISBN 978-0-521-67755-4. Archivado desde el original el 4 de octubre de 2012. Consultado el 14 de marzo de 2013.
- Baker, Dean (2009). Plunder and Blunder: The Rise and Fall of the Bubble Economy. PoliPoint Press. ISBN 978-0-981-57699-2. Archivado desde el original el 3 de noviembre de 2012. Consultado el 14 de marzo de 2013.
- Baker, Dean (2010). False Profits: Recovering from the Bubble Economy. PoliPoint Press. ISBN 978-0-982-41712-6. Archivado desde el original el 4 de octubre de 2012. Consultado el 14 de marzo de 2013.
- Baker, Dean (2010). Taking Economics Seriously. MIT Press. ISBN 978-0-262-01418-2.
- Baker, Dean (2011). The End of Loser Liberalism: Making Markets Progressive. Center for Economic and Policy Research. ISBN 978-0-615-53363-6. Descarga libre en epub, mobi y pdf
- Baker, Dean; Bernstein, Jared (2013). Getting Back to Full Employment: A Better Bargain for Working People (Free e-book). Washington, DC: Center for Economic and Policy Research. ISBN 978-0-615-91835-8. OCLC 866909924.
- Baker, Dean (2016). Rigged: How Globalization and the Rules of the Modern Economy Were Structured to Make the Rich Richer. Washington, DC: Center for Economic and Policy Research. ISBN 978-0-692-79336-7. OCLC 961184821. Archivado desde el original el 23 de octubre de 2017. Consultado el 13 de noviembre de 2017.

### Artículos
En español
- Artículos de Dean Baker, CEPR Archivado el 20 de julio de 2018 en Wayback Machine.
- Dean Baker, Un impuesto sobre las transacciones bursátiles, la mejor solución a la desigualdad de renta, 30 de mayo de 2017 Archivado el 13 de noviembre de 2017 en Wayback Machine.
- Dean Baker, Las pensiones según Moody’s Archivado el 14 de noviembre de 2017 en Wayback Machine., en Truthout, 7 de mayo de 2013 - 9/5/2013 El Mono Político.
- Dean Baker, Demografia: amos y siervos Archivado el 12 de agosto de 2014 en Wayback Machine., 5/3/2013 en El Mono Político
- Dean Baker, Inoculación nacionalista de miedo, sinsentido demográfico, 4/2/2011 en Sin Permiso
- Dean Baker, Impuesto a la vivienda vacía Archivado el 4 de marzo de 2016 en Wayback Machine., 22/5/2013], en El Mono Político

En inglés
- Dean Baker en The Guardian
- Inequality: The silly tales economists like to tell, 30/10/2012, Al Jazeera